# Callistium cleadas
Espèce
Callistium cleadas est un insecte lépidoptère appartenant à la famille  des Riodinidae et au genre Callistium .

## Taxonomie
Callistium cleadas a été décrit par William Chapman Hewitson en 1866 sous le nom de Claris cleadas.

### Noms vernaculaires
Callistium cleadas se nomme Cleadas Metalmark en anglais.

## Description
Callistium cleadas est un papillon marron qui présente une ornementation sous forme d'une ligne submarginale de points noirs et de lignes qui lui sont parallèles formées de diverses marques noires.

## Écologie et distribution
Callistium cleadas est présent dans le bassin amazonien dont en Guyane, en Guyana au Surinam et au Brésil.

### Protection
Pas de statut de protection particulier.